# Michael Kelso
Michael Kelso är en rollfigur i TV-serien That '70s Show, spelad av skådespelaren Ashton Kutcher. Han tänker inte alltid med alla hjärnceller och är ganska ytlig, men vid ett antal tillfällen visar han att han egentligen är rätt smart. I början av serien är han ihop med Jackie och är det till och från i några säsonger, han vänsterprasslar med bl.a. Laurie och Pam Macy. Han är på grund av sitt utseende väldigt populär bland tjejerna. I början av säsong 8 så får han jobb som dörrvakt på en playboyklubb i Chicago och lämnar serien.